# Raban de Helmstatt
 (mars 2021).
Si vous disposez d'ouvrages ou d'articles de référence ou si vous connaissez des sites web de qualité traitant du thème abordé ici, merci de compléter l'article en donnant les références utiles à sa vérifiabilité et en les liant à la section « Notes et références ».
Raban de Helmstatt (ou Helmstadt), né en 1362 et mort le 4 novembre 1439, a été évêque de Spire de 1396 à 1438, et archevêque de Trèves de 1430 à 1439, et donc l'un des princes-électeurs du Saint-Empire romain germanique.

## Action et postérité
Pour les historiens, les réalisations de Raban concernent moins l'église que les progrès de la simonie au sein de l’Église d'avant la Réforme, ce prélat s'étant surtout préoccupé de promouvoir le rayonnement politique et territorial des princes de Helmstatt, poursuivant d'ailleurs en cela la politique initiée par son père Weiprecht Ier : si, jusqu'en 1396, sa famille ne détenait qu'un fief du diocèse de Spire, elle détenait trois fermes et cinq châteaux à la mort de Raban en 1439, partagés entre les neveux de l'évêque. Sous son apostolat, cinq membres de sa famille furent élus au chapitre diocésain : Heinrich, Raban l'aîné et Raban le jeune, Reinhard l'aîné et Reinhard le jeune (qui lui succédera au trône épiscopal). La famille de Helmstatt fournira au XVe siècle pas moins de 20 chanoines et trois évêque au diocèse de Spire, et marquera ainsi de son empreinte la politique de la région.

### Liens connexes
- Ressource relative à la religion :   - Catholic Hierarchy
- Ressource relative aux beaux-arts :   - British Museum
- Notice dans un dictionnaire ou une encyclopédie généraliste :   - Deutsche Biographie
- Notices d'autorité :   - VIAF
  - GND